# Siewert de Koe
Siewert Salomon de Koe (Utrecht, 2 april 1915 - aldaar, 21 juni 1944) was een Nederlandse verzetsstrijder tijdens de Tweede Wereldoorlog.
Sieuwert de Koe was student scheikunde aan de Technische Hogeschool te Delft waar hij zijn kandidaatsexamen behaalde. Hij was een van de twee zoons van de advocaat Salomon Siewert de Koe en Fanny de Laat de Kanter.

## Verzet
De Koe was medewerker van een spionagegroep die gegevens verzamelde over het Duitse leger en deze gegevens naar Engeland seinde. Hij nam de leiding van de groep over nadat Leen Pot naar Zweden was vertrokken. Zijn verzetsnaam was Hugo en zijn groep werd daarna Groep H genoemd.

## Arrestatie
Door onvoorzichtigheid van een medewerker was de aandacht van de Sicherheitsdienst op hem gevallen en werd hij op 17 december 1943 in Den Haag samen met mejuffrouw de Stoppelaar en zijn hele archief gearresteerd. Hij werd opgevolgd door Pitty Beukema, die als eerste taak had zijn medewerkers op de hoogte te stellen van deze arrestaties.
Leden van de groep waren onder meer de studenten J.B.F. Houtman, die op het Olympiaplein in Amsterdam woonde en J. de Graaff, die op de Stadionweg woonde. Aangezien hun adressen na de arrestaties waarschijnlijk bij de Sicherheitsdienst bekend waren, moesten ze onmiddellijk verhuizen. Achteraf bleek dat twee uren na Beukema's bezoek de SD een inval op het Olympiaplein deed.

De volgende leden die Beukema ging waarschuwen, waren Jhr E L W C van Panhuys (1918) in Utrecht en Jhr ir Jan de Ranitz (1909), die op het Departement van Binnenlandse Zaken werkte. Daarna ging hij naar twee Delftse studenten,  Ir D.A. Krayenhoff van de Leur uit Nijmegen en Verschuur. Ook zij verhuisden enkele uren voordat de SD bij hen op de stoep stond.
Een ander contact van Siewert de Koe was Egbert Pelinck, directeur van de Lakenhal in Leiden, die als tussenpersoon fungeerde tussen De Koe en de Zwitserse Weg A, waarlangs berichten naar Bern werden gebracht.
Na de arrestatie van Siewert de Koe bleef de groep voortbestaan onder de naam Groep Kees.

## Gevangenschap
Siewert de Koe heeft een half jaar in het grootseminarie in Haaren gevangengezeten, van 5 tot 21 juni in Utrecht. Hij werd op 21 juni 1944 na een vonnis van het Höhere Kriegsgericht gefusilleerd. De rechter verklaarde bij het vonnis "dat hij de Duitsche oorlogsvoering onschatbare schade had berokkend".
Postuum werd De Koe onderscheiden met de Bronzen Leeuw (wordt toegekend aan hen, "die zich in den strijd tegenover den vijand door het bedrijven van bijzonder moedige en beleidvolle daden hebben onderscheiden"), het Certificate of Service van Fieldmarshall Montgomery en het Verzetsherdenkingskruis.

## Plaquette

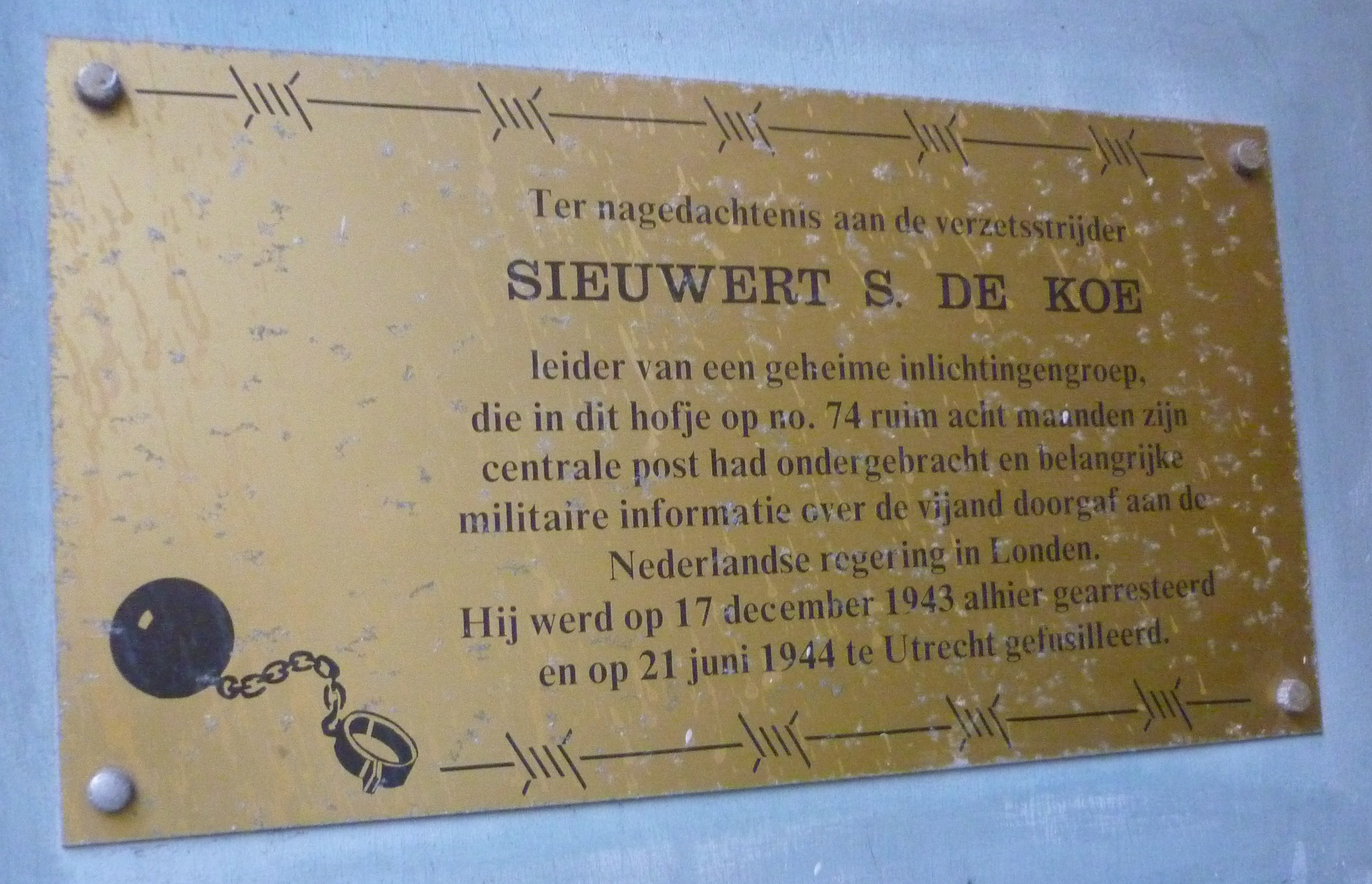
Plaquette voor Siewert de Koe

In Den Haag is in 1984 aan de Denneweg in een muur van een poort die toegang geeft tot nr. 74 ter nagedachtenis van de verzetsstrijder Siewert de Koe een plaquette onthuld. Tegenwoordig is er een hek om de steeg af te sluiten, zodat de plaquette nauwelijks te zien is.